# Abraham Yehoshua
Abraham Yehoshua, detto Boolie (in ebraico אברהם ב. יהושע‎?; Gerusalemme, 9 dicembre 1936 – Tel Aviv, 14 giugno 2022), è stato uno scrittore e drammaturgo israeliano.

## Biografia
Nato a Gerusalemme nel 1936 in una famiglia d'origine sefardita, viveva ad Haifa dove insegnava letteratura comparata e letteratura ebraica presso l'università locale. Suo padre, Yaakov Yehoshua, era uno storico, specializzato nella storia di Gerusalemme; sua madre, Malka Rosilio, era giunta dal Marocco nel 1932. Dopo avere servito nell'esercito dal 1954 al 1957, Yehoshua frequentò la scuola Tikhonaime per poi laurearsi in letteratura ebraica e filosofia all'Università Ebraica di Gerusalemme. Ebbe incarichi come professore esterno nelle Università di Harvard, di Chicago e di Princeton. Nel 2003 gli venne conferito il Premio Letterario Internazionale Giuseppe Tomasi di Lampedusa per La sposa liberata.
Visse a Parigi per quattro anni, dal 1963 al 1967; oltre all'insegnamento, a Parigi ricoprì anche l'incarico di Segretario Generale dell'Unione Mondiale degli Studenti Ebrei. Inizialmente autore di racconti e opere teatrali, conobbe il successo con i suoi romanzi, tanto da diventare uno degli scrittori israeliani più noti. Cominciò a pubblicare le sue prime opere subito dopo aver concluso il servizio di leva militare, diventando un esponente del Nuovo Movimento degli scrittori israeliani (in inglese Israeli New Wave). Le sue opere sono state tradotte in ventidue lingue. In Italia è stato scoperto dalla casa editrice La Giuntina per poi essere pubblicato da Einaudi.
Yehoshua era sposato con Rivka, psicanalista specializzata in psicologia clinica. La coppia ha avuto tre figli e sei nipoti.

## Opere
Una volta terminato il servizio militare Yehoshua iniziò a pubblicare opere di narrativa. Il suo primo libro Mot Hazaken (La morte del vecchio), una raccolta di racconti, uscì nel 1962. Come figura di spicco nella "New Wave" degli scrittori israeliani, contribuì a spostare l'attenzione sull'individuo e sui rapporti interpersonali piuttosto che sui gruppi e sulle collettività.
Al centro del pensiero e dell'opera di Yehoshua si trova la questione del rapporto tra popoli diversi, che hanno religioni e culture differenti. I suoi personaggi sperimentano in forme a volte drammatiche, spesso tormentate, la difficoltà di costruire relazioni umane autentiche che non si lascino incasellare nel pregiudizio o nell'intolleranza. Questo tema, di evidente attualità, trova anche una proiezione storica: in Viaggio alla fine del millennio si incontra un modo di costruire le relazioni tra Ebrei, Arabi, Europei diverso e più aperto di quanto accada nel presente. Nel Signor Mani sono più d'uno i contesti storici rappresentati, con sfaccettature varie e sorprendenti.
Un altro tema costante nei suoi libri è l'analisi dei rapporti familiari. I personaggi sono inseriti in una rete di relazioni di parentela, in cui si incontrano le diverse generazioni e vengono esplorati i rapporti tra padre e figlio, tra nonno e nipote, e soprattutto tra marito e moglie. Spesso queste relazioni sono rese difficili dalla lontananza, o dalla incomprensione, o da un "non detto" che addolora e induce all'autocritica il personaggio principale (che spesso è un uomo di mezza età: forse un tratto autobiografico). L'amore coniugale è oggetto di particolare analisi, in quanto non fondato su un legame di sangue e perciò tale da dover essere continuamente rimesso in gioco, giorno per giorno, nelle situazioni più diverse. Yehoshua ritiene infatti che il rapporto di coppia sia il legame più difficile da "tenere in piedi" e perciò quello che va più approfondito. Nel rappresentare situazioni a volte anche potenzialmente scabrose, la parola di Yehoshua è tuttavia semplice, comprensiva, priva di morbosità.
Non a caso Yehoshua viene spesso definito il simbolo della complessità ebraica: sentimenti amorosi, religione e fede, ideologia politica e routine quotidiana costituiscono un unicum nei suoi scritti e tutto ciò si trova sempre ben contestualizzato nella dimensione storica dello Stato d'Israele e nel mondo ebraico.
Lo stile di questo scrittore non si lascia definire in modo univoco; al contrario, da un romanzo all'altro Yehoshua adotta modalità narrative diverse. Dal racconto ininterrotto in terza persona, senza dialogo, al dialogo "con una voce sottintesa"; dall'identificazione dei diversi capitoli con i punti di vista di altrettanti personaggi, alla narrazione in prima persona, fino alla costruzione bipartita, a "duetto", come recita il sottotitolo del romanzo Fuoco amico, lo scrittore opera una notevole varietà di scelte stilistiche. Non viene meno tuttavia la coerenza di un linguaggio curato, ricco, capace di dar vita a descrizioni di alta espressività o ad approfondimenti psicologici molto intensi.
In un colloquio con Wlodek Goldkorn, avvenuto nel 2017, raccontò che stava lavorando a un nuovo romanzo dove scrive sull'essere nonni e dell'incertezza della memoria.

### Racconti
- Tutti i racconti (Kol Ha-Sipurim) (1993)

### Romanzi
- L'amante (Ha-meahèv) (1977)
- Un divorzio tardivo (Gerushìm meuḥarìm) (1982)
- Cinque stagioni (Molkho) (1987)
- Il signor Mani (Mar Màni) (1990)
- Ritorno dall'India (Ha-shivàh me-Hòdu) (1994)
- Viaggio alla fine del millennio (Massà‘ el tom ha-èlef) (1997)
- La sposa liberata (Ha-kalàh ha-meshaḥrèret, letter. "La sposa liberatrice") (2001)
- Il responsabile delle risorse umane (Shliḥutò shel ha-memunèh al mashavéy enòsh) (2004), da cui è stato tratto l'omonimo film per la regia di Eran Riklis nel 2010
- Fuoco amico (Esh yedidutìt) (2007)
- La scena perduta (Ḥèssed sfaradì, lett. "Pietà spagnola") (2011)
- La comparsa (2015)
- Il tunnel (2018)
- La figlia unica, collana Supercoralli, traduzione di Alessandra Shomroni, Einaudi, 2021, ISBN 9788806246259.

### Saggi
- Elogio della normalità (1991)
- Diario di una pace fredda (Articoli) (1996)
- Ebreo, israeliano, sionista: concetti da precisare (1996)
- Il potere terribile di una piccola colpa. Etica e letteratura (2000)
- Il labirinto dell'identità (2009)

### Opere teatrali
- Una notte di maggio (Layla Be-May) (1975)
- Possesso (Hafatzim, letter. "Oggetti") (1986)
- Bambini della notte (Tinokot Ha-Layla) (1992)
- Camminano forse due uomini insieme? Dramma in due atti (Yahlchu shneiem beYachad) (2013)